# آگوستین اورتگا
آگوستین اورتگا (انگلیسی: Agustin Ortega؛ زادهٔ ۲۹ دسامبر ۱۹۹۲) بازیکن فوتبال اهل آرژانتین است.